# Ham (šimpanz)
Ham (červen 1956 Kamerun - 19. ledna 1983 Severokarolínský zoopark) byl šimpanz, účastník amerického kosmického programu Mercury. Jako první hominid překonal 31. ledna 1961 hranici vesmíru na palubě lodi Mercury-Redstone 2.